# Positronisch brein
Het positronisch brein is het belangrijkste onderdeel van een robot zoals bedacht door sciencefiction-auteur Isaac Asimov.
Het is de centrale computer van de robot, analoog aan de hersenen van een mens. Asimovs robots hebben bewustzijn en kunnen in hoge mate autonoom functioneren. Ze blijven echter strikt logisch en zijn altijd te voorspellen als men hun drijfveren en de drie wetten (zie hieronder) kent. In 1932 werd het positron, een soort tegengesteld elektron, voor het eerst waargenomen, waarna Asimov dit woord gebruikte voor het brein van zijn robots. Hij gebruikte positronisch brein in plaats van elektronisch brein omdat dat veel meer 'sciencefiction' klonk.

## De drie wetten van de robotica
Asimovs robotbreinen waren onderworpen aan drie diepgewortelde wetten, om te zorgen dat ze nooit een gevaar zouden gaan vormen voor de mensheid: 
1. Een robot mag geen mens kwaad doen of door niet te handelen toelaten dat een mens kwaad geschiedt;
2. Een robot moet orders van een mens opvolgen behalve waar deze strijdig zijn met de eerste wet;
3. Een robot moet zichzelf beschermen behalve als dit strijdig is met de eerste of de tweede wet.

De uitwerking van situaties waarin tussen of door deze wetten conflicten ontstaan is een belangrijk deel van de meeste robotverhalen van Asimov.

## Film en televisie
- In Star Trek was Dr. Noonien Soong een vooraanstaand cyberneticus die zijn pogingen om een positronisch brein te fabriceren herhaaldelijk zag mislukken. Dit brein werd in een androïde robotlichaam geplaatst. Data was waarschijnlijk de zevende poging van Soong om een stabiel, positronisch brein te maken. Data was in tegenstelling tot zijn voorgangers een groot succes.
- In de film I, Robot (2004) hebben de robots ook een positronisch brein. Deze robots staan in verbinding met V.I.K.I., het centrale positronische brein.
- In de film Bicentennial Man uit 1999 (gebaseerd op een verhaal van Asimov) zijn alle NDR-robots van NM Robotics, waaronder het hoofdpersonage Andrew Martin (NDR114), uitgerust met een positronisch brein.